# Église Saint-Nicolas de Mamers
Pour les articles homonymes, voir Église Saint-Nicolas.
L'église Saint-Nicolas est une église catholique située à Mamers, en France.

## Localisation
L'église est située dans le département français de la Sarthe, dans le centre ville de Mamers, place Carnot.

## Historique
L'édifice est construit à partir du XIIIe siècle sur les fondations d'un ancien fort. Durant la seconde moitié du XIVe siècle, le bâtiment est agrandi de la nef principale gothique actuelle et la tour-clocher est surélevée. En 1556, le portail Renaissance est ajouté.
Le 31 mars 1590, l'église est incendiée comme le reste du centre-ville par des troupes huguenotes de Pierre de Fontenay, pendant les Guerres de Religion. La restauration du bâtiment n'intervient qu'entre 1654 et 1659.
En 1884, l'église est à nouveau restaurée avec notamment l'ajout d'un retable recomposé venant de l'église Notre-Dame et d'un vitrail dédié à Saint-Nicolas.
La réfection des toitures est entreprise pendant les années 1970 puis entre 1998 et 2000.
L'édifice est inscrit au titre des monuments historiques en 1989 et classé en 1992.